# Ordet og lyset
|  | Denne artikel er oprettet af botten PalnaBot ud fra en ekstern database. Den kan derfor have sproglige fejl eller mangler. Denne skabelon kan fjernes efter kontrol af indholdet. |

Ordet og lyset er en dokumentarfilm fra 2001 instrueret af Helga C. Theilgaard efter manuskript af Helga C. Theilgaard.

## Handling
En samtale med Henning Bendtsen om hans arbejde med Carl Th. Dreyer og optagelserne af "Ordet" i særdeleshed.